# Baptiste Buntschu
Baptiste Buntschu (26 febbraio 1990) è un ex calciatore svizzero, di ruolo difensore.

## Carriera
Nella stagione 2010-2011 ha giocato 4 partite di Europa League con la maglia del Losanna.